# Left Book Club

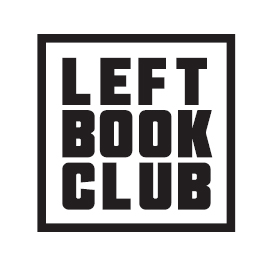
Współczesne logo Left Book Club

Left Book Club, LBC – organizacja wydawnicza i edukacyjna o charakterze lewicowym działająca w Wielkiej Brytanii.

## Historia
LBC została założona w 1936 z inicjatywy Victora Gollancza, we współpracy z Haroldem Laskim i Johnem Stracheyem. Powstała w kontekście narastającego zagrożenia faszyzmem w Europie oraz kryzysu gospodarczego lat 30. XX wieku. Jej celem była popularyzacja idei lewicowych wśród brytyjskiej inteligencji i szerokich kręgów społeczeństwa.
Już w pierwszym miesiącu działalności Klub zdobył 6 tys. subskrybentów, a do końca pierwszego roku liczba członków wzrosła do 40 tys. LBC utrzymywał powiązania z Komunistyczną Partią Wielkiej Brytanii i otwarcie promował program polityczny o orientacji socjalistycznej. Publikował książki obejmujące szeroki zakres tematyczny – od rolnictwa, przez psychologię freudowską, aż po kwestie związane z obroną cywilną i niepodległością Indii – starając się łączyć przystępność z walorem edukacyjnym. Wiele tytułów było zamawianych specjalnie na potrzeby Klubu, a członkowie mogli je nabywać po obniżonych cenach.
Pomimo deklarowanego zaangażowania na rzecz upowszechniania polityki i literatury wśród klasy pracującej, aktywiści LBC rekrutowali się głównie z uprzywilejowanych warstw społecznych.
Model działania Klubu opierał się na subskrypcji bez opłat — członkowie nabywali wydania klubowe u lokalnych księgarzy po obniżonej cenie. Książki LBC wyróżniały się materiałem i wyglądem — oprawiane były w pomarańczową lub czerwoną tkaninę. Klub przyciągnął wielu znanych autorów, m.in. Arthura Koestlera, Stephena Spendera i George’a Orwella. Na terenie Wielkiej Brytanii działało ponad 1000 grup dyskusyjnych, organizujących spotkania, wykłady i akcje społeczne.
LBC jednoznacznie prezentował stanowisko antyimperialistyczne. Publikował prace autorów pochodzenia indyjskiego, takich jak Rajani Palme Dutt, Ayana Angadi, Santha Rama Rau i Bhabani Bhattacharya. W 1936 władze kolonialne w Indiach zaczęły konfiskować przesyłki z książkami Klubu, zarzucając im szerzenie „propagandy ekstremistycznej”. India Office zleciło przygotowanie raportów na temat działalności LBC. Istnieją dowody na funkcjonowanie grup dyskusyjnych indyjskich studentów związanych z Klubem (np. grupy Promode Ranjana Sena Gupty, który był inwigilowany przez władze), a także na próbę utworzenia indyjskiego oddziału Left Book Club. W 1937 Victor Gollancz, przy poparciu Jawaharlala Nehru, podejmował działania zmierzające do powołania Left Book Clubu w Indiach, co miało stanowić odpowiedź na zakaz dystrybucji jego publikacji na terenie brytyjskich Indii.
Działalność Klubu osłabła w czasie II wojny światowej na skutek spadku liczby członków oraz sporów ideologicznych wśród założycieli. Zakończenie działalności nastąpiło w 1948.

### Reaktywacja
W 2015 Jan Woolf i Neil Faulkner doprowadzili do wznowienia działalności LBC we współpracy z niezależnym wydawnictwem Pluto Press. Nowa odsłona Klubu nawiązuje do oryginalnej misji promowania postępowej literatury politycznej, dostosowując ją do współczesnych realiów społecznych i ekonomicznych. Pierwszą publikacją nowej serii była książka Syriza: Inside the Labyrinth autorstwa Kevina Ovendena, analizująca grecki ruch lewicowy Syriza.